# Kucówki
Kucówki (833 m) – szczyt w Paśmie Łysiny w Beskidzie Małym. Jest drugim co do wysokości szczytem tego pasma (po Wielkim Gibasów Groniu). Znajduje się w środkowej części pasma, między szczytem Płonne (770 m) a Czarnymi Działami. Od Płonnego oddziela go przełęcz Pod Kucówkami, od Czarnych działów przełęcz Skolarówka. Północne stoki Kucówek opadają do doliny Kocierzanki w Kocierzu Rychwałdzkim, południowe do doliny Łękawki w Ślemieniu. Na wysokości około 700 m znajduje się na nich polana z należącym do Ślemienia osiedlem Skolarzówka (Szkolarzówka).
Kucówkę porasta las, dawniej jednak była znacznie bardziej bezleśna, dużą część jej południowych stoków zajmowały pola uprawne i pastwiska. Na zdjęciach lotniczych mapy Geoportalu widoczne są jeszcze jako silnie już zarastające polany. Grzbietem prowadzi znakowany szlak turystyczny. Na zarastających polanach rośnie naparstnica purpurowa, a w lesie wśród świerków zdarzają się sosny wejmutki.
Nazwa szczytu jest pochodzenia ludowego. Na niektórych mapach szczyt błędnie opisywany jest jako „Na Płonem”. Nazwa ta została błędnie przeniesiona z sąsiedniego na zachód szczytu Płonne. Kucówki znajdują się w miejscowości Kocierz Rychwałdzki w województwie śląskim, w powiecie żywieckim, w gminie Łękawica.
Szlaki turystyczne
 Kocierz Rychwałdzki – Ścieszków Groń – Przełęcz Płonna – Nad Płone – Kucówki – Czarne Działy – Gibasówka – Gibasów Wierch (Wielki Gibasów Groń) – Przełęcz pod Madohorą – Madohora – rozstaje Anuli – Smrekowica – rozdroże pod Smrekowicą – Suwory – Krzeszów.